# Кубок світу з біатлону 2018—2019 — етап 7
Сьомий етап Кубка світу з біатлону 2018—19 відбувся в Кенморі, Канада, 7, 9 та 10 лютого 2019 року. До програми етапу було включено 6 гонок:  індивідуальна гонка, мас-старт та естафета у чоловіків та жінок.

## Зміни у гонках
З огляду на низьку температуру дистанцію індивідуальної гонки було скорочено до 15 км в чоловіків та 12,5 км у жінок зі штрафом 45 секунд за нерозбиту мішень. 
Обидва змагання зі спринту були скасовані після засідання журі в неділю вранці (за місцевим часом). Температура залишатиметься близько –20 градусів за Цельсієм протягом більшої частини дня. Таким чином, журі конкурсу вирішило скасувати спринтерські змагання як для чоловіків, так і для жінок. 

## Гонки

### Чоловіки
| Гонка:                      | Золото:                      | Час               | Срібло:                           | Час               | Бронза:                 | Час               | Дж.   |
| Коротка індивідуальна гонка | Йоганнес Тінгнес Бо Норвегія | 35:27,9 (0+0+0+0) | Ветле Шостад Крістіансен Норвегія | +2:10,2 (1+0+0+1) | Олександр Логінов Росія | +2:41,0 (1+1+0+0) | [ 2 ] |

### Жінки
| Гонка:                      | Золото:                | Час               | Срібло:                | Час            | Бронза:              | Час             | Дж.   |
| Коротка індивідуальна гонка | Тіріль Екгофф Норвегія | 36:32,9 (0+1+0+0) | Маркета Давидова Чехія | +9,8 (0+0+0+0) | Ліза Віттоцці Італія | +20,9 (0+0+0+0) | [ 3 ] |

### Естафети
| Гонка:            | Золото:                                                                                     | Час                                           | Срібло:                                                                                          | Час                                           | Бронза:                                                                     | Час                                                       | Дж. |
| Жіноча естафета   | Німеччина Ванесса Гінц Франциска Гільдебранд Денізе Геррманн Лаура Дальмаєр                 | 1:10:16.3 (0+1) (0+0) (0+2) (0+1) (0+2) (1+3) | Норвегія Емілі Огхайм Калькенберг Інґрід Ландмарк Тандреволд Тіріль Екгофф Марте Олсбю Ройселанд | 1:10:46.5 (0+0) (2+3) (0+0) (0+1) (0+0) (0+2) | Франція Анаїс Шевальє Жустін Бреза Анаїс Бескон Жулья Сімон                 | 1:10:57.9 (0+2) (0+1) (0+0) (0+1) (0+1) (0+3) (0+3) (0+1) |     |
| Чоловіча естафета | Норвегія Ларс Хегле Біркеланд Ветле Шостад Крістіансен Ерленд Б'єнтегор Йоганнес Тінгнес Бо | 1:16:36.6 (0+1) (0+1) (0+1) (0+2) (0+0) (0+0) | Франція Антонен Гігонна Емільян Жаклен Сімон Фуркад Кентен Фійон Майє                            | 1:17:47.0 (0+2) (0+0) (0+0) (0+1) (0+1) (0+3) | Росія Євген Гаранічев Едуард Латипов Олександр Логінов Олександр Поварніцин | 1:18:25.0 (0+0) (0+3) (0+0) (0+0) (0+2) (0+2) (0+0) (0+2) |     |

## Досягнення
Перша гонка в Кубку світу
- Тарас Лесюк (UKR) — індивідуальна гонка[4].